# 292159 Jongoldstein
292159 Jongoldstein è un asteroide della fascia principale. Scoperto nel 2006, presenta un'orbita caratterizzata da un semiasse maggiore pari a 2,3927427 UA e da un'eccentricità di 0,1380003, inclinata di 3,16502° rispetto all'eclittica.
L'asteroide è dedicato allo statunitense Jon Goldstein.